# No wave
Genres dérivés
Dance-punk, jazz punk, noise rock
La no wave est un courant artistique apparu en 1977 dans le quartier du Lower East Side, cœur de la scène downtown new-yorkaise. Malgré son caractère éphémère, ses valeurs se perpétuent au cours des décennies suivantes, notamment à travers certains aspects de la culture punk. Son nom, littéralement « pas de vague », est une raillerie du terme « new wave » (« nouvelle vague »), très utilisé par les critiques et médias de l'époque.
La no wave est une musique dissonante et bruitiste, qui rejette le format couplet/refrain propre au rock et préfère mettre en avant l'improvisation et la déstructuration. Bien que le mouvement se veuille en rupture avec tous les courants musicaux qui l'ont précédé (ses membres « faisaient précisément comme s'il n'y avait jamais eu personne avant eux »), il partage néanmoins certaines valeurs avec le punk, comme le refus de la virtuosité et la déconstruction des compositions, et l'on peut trouver ses précurseurs dans certains travaux de Yoko Ono ou dans le Trout Mask Replica de Captain Beefheart, par exemple.
Il existe également un cinéma no wave. Ses plus grands représentants incluent Vivienne Dick ou Amos Poe (en). Il joue une large influence dans l'apparition du cinéma de transgression (Richard Kern ou Nick Zedd, notamment).

## Histoire

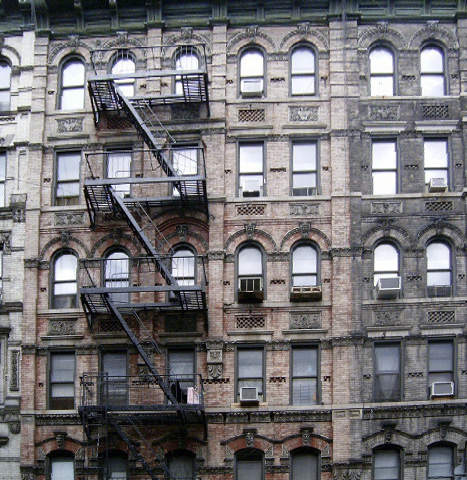
Immeubles dans le quartier du Lower East Side.

En 1978, une série de performances de musique bruitiste influencée par le punk rock se déroulent dans divers espaces artistiques new-yorkais, ce qui amène Brian Eno à produire et publier une compilation intitulée No New York. Cet album, qui rassemble des morceaux de James Chance and the Contortions, DNA, Mars, et Teenage Jesus and the Jerks, marque la naissance de la no wave en tant que mouvement,. Le festival Noise Fest (en) de 1981 joue également un rôle décisif dans la création d'une identité no wave. C'est notamment là que Sonic Youth joue son premier concert. Il rassemble chaque soir plusieurs artistes et groupes rattachés au mouvement, parmi lesquels sont cités Glenn Branca, le groupe Dark Day de Robin Crutchfield, ou Rudolph Grey.

## Caractéristiques

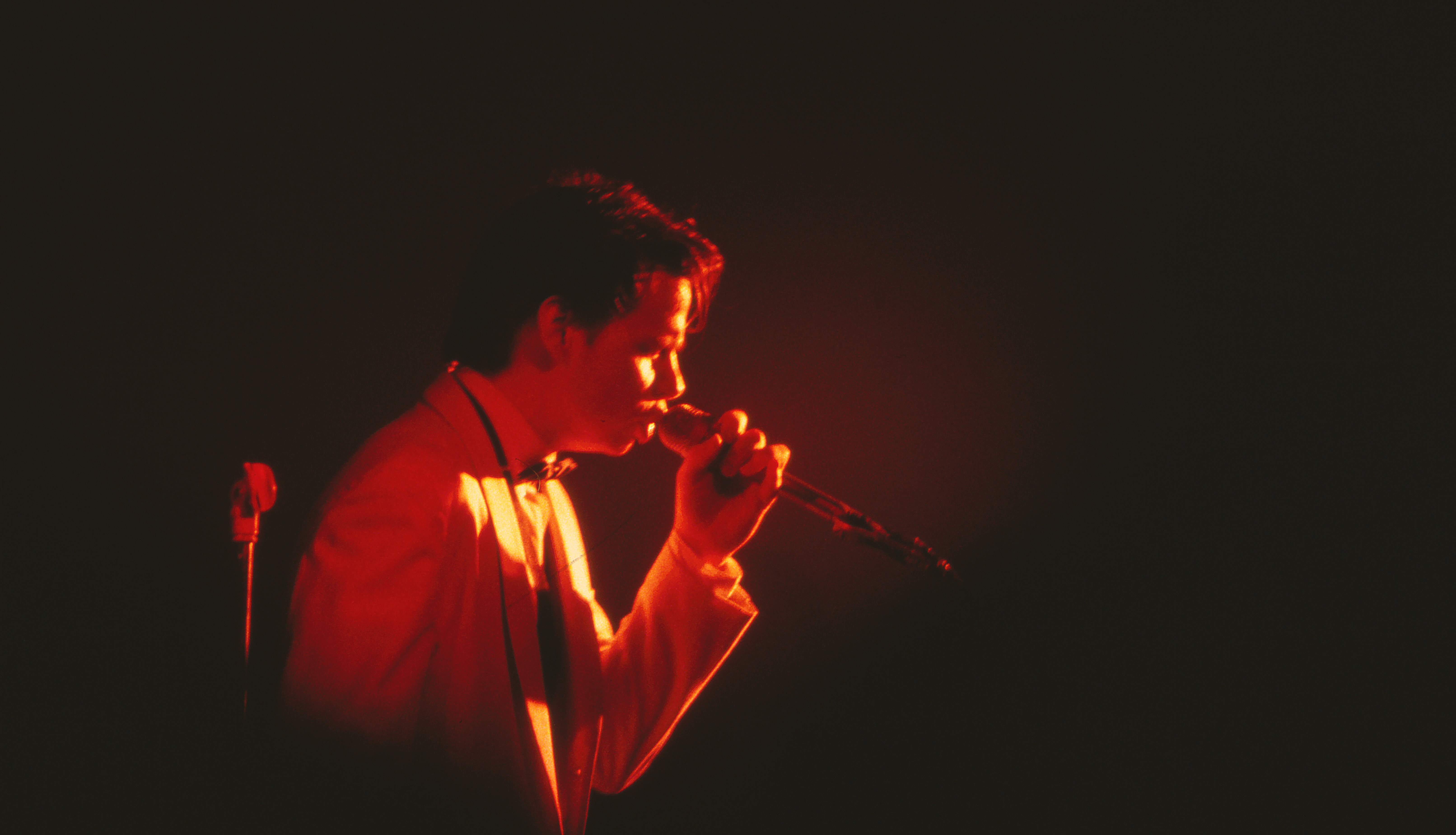
James Chance, sur scène à Berlin, Allemagne, en 1981.

La no wave n'est pas un genre musical mais bien un « courant transgenre », irréductible par définition, qui accueille les mutations musicales en cours à cette époque, s'ouvre aux machines électroniques, aux musiques du monde, et aux littératures expérimentales du XXe siècle. De nombreux groupes rattachés au mouvement ont navigué entre funk, jazz, rock, punk rock et avant-garde, sous l'influence générale du minimalisme. Parmi les principaux représentants de la scène no wave : James Chance and the Contortions, James White and The Blacks, Teenage Jesus and the Jerks, ESG, Lydia Lunch, 8 Eyed Spy, Mars, Don King, DNA, Lizzy Mercier Descloux, Glenn Branca et ses Theoretical Girls, The Static, Ut, Red Transistor, Von Lmo (en), The Blue Humans (en), Judy Nylon (en), Y Pants (en), Tone Death, Rhys Chatham, Toy Killers ou encore The Gynecologists. D'autres comme Blurt et Tuxedomoon sont également liés à cette scène à l'occasion de leurs séjours new-yorkais à la fin des années 1970.
Si le mouvement s'essouffle en 1983, nombreux cependant sont les artistes qui, dans les années 1980, 1990 et 2000, mentionnent la no wave dans leurs sources d'inspiration directes ou indirectes. Parmi ces « enfants » de la no wave s'impliquent Sonic Youth, Swans, The Birthday Party (avec Nick Cave), God Is My Co-Pilot, Lucrate Milk, Dog Faced Hermans (en) ou, plus récemment, Erase Errata, These Are Powers, Deerhoof et Liars.
Malgré une certaine confidentialité, le mouvement suscite de nombreux adeptes en Europe, notamment parmi certains journalistes et critiques musicaux dont ceux du Melody Maker à Londres. En France, le critique de rock Yves Adrien fait la louange des groupes no wave et est l'un des rares à les soutenir dans ses articles qui paraissaient dans Rock & Folk. Le label franco-américain Celluloid Records sert également de vecteur entre les États-Unis et l'Europe.
En 2004, Scott Crary réalise un documentaire consacré à la scène no wave intitulé Kill Your Idols. Christoph Dreher, fondateur du groupe Die Haut, réalise en 2009 Berlin, New York et la musique « underground », entouré de Jim Jarmusch, Nick Cave, Lydia Lunch, ou encore Jim Sclavunos. La même année, Céline Danhier réalise le documentaire Blank City.
En 2008, trois livres traitant de la no wave sont publiés : New York Noise de Soul Jazz Records, No Wave de Marc Masters et No Wave: Post-Punk. Underground. New York. 1976-1980 par Thurston Moore et Byron Coley.